# Dijkstra-Preis
Der Dijkstra-Preis (Edsger W. Dijkstra Prize in Distributed Computing) ist ein Informatik-Preis. Er wird für herausragende Arbeiten in Verteiltem Rechnen (Distributed Computing) vergeben. Er ist seit 2003 nach dessen Tod (2002) zu Ehren von Edsger W. Dijkstra benannt und hieß vorher PODC Influential Paper Award, verliehen vom ACM Symposium on Principles of Distributed Computing (PODC). Seit 2007 wird er auch zusammen mit der European Association for Theoretical Computer Science (EATCS) verliehen vom International Symposium on Distributed Computing (DISC). Er ist mit 2000 Dollar dotiert und wird jährlich alternierend auf den Treffen der PODC oder der DISC verliehen.

## Preisträger
- 2000 Leslie Lamport für Time, clocks and the ordering of events in distributed systems, Communications of the ACM, Band 21, 1978, S. 558
- 2001 Michael J. Fischer, Nancy A. Lynch, Michael S. Paterson für Impossibility of Distributed Consensus with One Faulty Process, Journal of the ACM, Band 32, 1985, S. 374
- 2002 Edsger W. Dijkstra für Self-stabilizing systems in spite of distributed control, Communications of the ACM, Band 17, 1974, S. 643
- 2003 Maurice Herlihy für Wait-Free Synchronization, ACM Transactions on Programming Languages and Systems, Band 13, 1991, S. 124–149
- 2004 Robert G. Gallager, Pierre A. Humblet, Philip M. Spira für A Distributed Algorithm for Minimum-Weight Spanning Trees, ACM Transactions on Programming Languages and Systems, Band 5, 1983, S. 66–77
- 2005 Marshall Pease, Robert Shostak, Leslie Lamport für Reaching agreement in the presence of faults, Journal of the ACM, Band 27, 1980, S. 228 (Byzantine Agreement Problem)
- 2006 John M. Mellor-Crummey, Michael L. Scott für Algorithms for scalable synchronization on shared-memory multiprocessors, ACM Transactions on Computer Systems, Band 9, 1991, S. 21
- 2007 Cynthia Dwork, Nancy A. Lynch, Larry Stockmeyer für Consensus in the presence of partial synchrony, Journal of the ACM, Band 35, 1988, S. 288–323
- 2008 Baruch Awerbuch, David Peleg für Sparse partitions, Proceedings of the 31st Annual Symposium on Foundations of Computer Science (FOCS), 1990, S. 503
- 2009 Joseph Halpern, Yoram Moses für Knowledge and Common Knowledge in a Distributed Environment, Journal of the ACM, Band 37, 1990, S. 549
- 2010 Tushar D. Chandra, Vassos Hadzilacos, Sam Toueg für Unreliable Failure Detectors for Reliable Distributed Systems, Journal of the ACM, Band 43, 1996, S. 225–267, The Weakest Failure Detector for Solving Consensus, ibid, S. 685–722
- 2011 Hagit Attiya, Amotz Bar-Noy und Danny Dolev für Sharing Memory Robustly in Message-Passing Systems, Journal of the ACM, Band 42, 1995, S. 124–142
- 2012 Maurice Herlihy, Eliot Moss, Nir Shavit, Dan Touitou für Herlihy, Moss Transactional Memory: Architectural Support for Lock-Free Data Structures, Proceedings of the 20th Annual International Symposium on Computer Architecture, 1993, S. 289–300, und Shavit, Touitou Software Transactional Memory, Distributed Computing, Band 10, 1997, S. 99–116, Februar 1997 (und Proc. 14th Annual ACM Symp. on Principles of Distributed Computing, August 1995, S. 204–213).
- 2013 Nati Linial für Locality in Distributed Graph Algorithms. SIAM Journal on Computing, Band 21, 1992, S. 193–201
- 2014 Kanianthra Mani Chandy und Leslie Lamport für Distributed Snapshots: Determining Global States of Distributed Systems. ACM Transactions on Computer Systems, Band 3, 1985, S. 63–75
- 2015
  - Michael Ben-Or für Another Advantage of Free Choice: Completely Asynchronous Agreement Protocols. Proceedings of the Second ACM Symposium on Principles of Distributed Computing, S. 27–30, August 1983
  - Michael O. Rabin für Randomized Byzantine Generals. Proceedings of Twenty-Fourth IEEE Annual Symposium on Foundations of Computer Science, S. 403–409, November 1983
- 2016
  - Noga Alon, László Babai, Alon Itai für A Fast and Simple Randomized Parallel Algorithm for the Maximal Independent Set Problem. Journal of Algorithms, 7(4):567-583, 1986
  - Michael Luby für Simple Parallel Algorithm for the Maximal Independent Set Problem. Proceedings of the 17th Annual ACM Symposium on Theory of Computing (STOC), pp. 1-10, May 1985, und SIAM Journal on Computing, 15(4):1036-1053, 1986
- 2017 Elizabeth Borowsky, Eli Gafni für Generalized FLP impossibility result for t-resilient asynchronous computations. Proceedings of the Twenty-Fifth Annual ACM Symposium on Theory of Computing (STOC 93), S. 91–100, Mai 1993
- 2018 Bowen Alpern, Fred B. Schneider für Defining liveness. Information Processing Letters 21(4), Oktober 1985, S. 181–185
- 2019 Alessandro Panconesi, Aravind Srinivasan für Randomized Distributed Edge Coloring via an Extension of the Chernoff–Hoeffding Bounds. SIAM Journal on Computing, 26 (2), 1997, S. 350–36
- 2020 Dana Angluin, James Aspnes, Zoe Diamadi, Michael J. Fischer, Rene Peralta für Computation in networks of passively mobile finite-state sensors. Distributed Computing, 18(4), 2006, S. 235–253
- 2021 Paris C. Kanellakis, Scott A. Smolka für CCS Expressions, Finite State Processes, and Three Problems of Equivalence. Information and Computation, 86(1), 1990, S. 43–68
- 2022 
  - Maged M. Michael für Safe Memory Reclamation for Dynamic Lock-Free Objects Using Atomic Reads and Writes. Proceedings of the 22nd ACM Symposium on Principles of Distributed Computing (PODC), 2002, S. 21–30.
  - Maurice Herlihy, Victor Luchangco, Mark Moir für The Repeat Offender Problem: A Mechanism for Supporting Dynamic-Sized, Lock-Free Data Structures. Proceedings of the 16th International Symposium on Distributed Computing (DISC), 2002, S. 339–353.
- 2023 
  - Michael Ben-Or, Shafi Goldwasser, Avi Wigderson für Completeness Theorems for Non-Cryptographic Fault-Tolerant Distributed Computation. Proceedings of the 20th ACM Symposium on Theory of Computing (STOC), 1988, S. 1–10.
  - David Chaum, Claude Crépeau, Ivan Damgård für Multiparty unconditionally secure protocols. Proceedings of the twentieth annual ACM symposium on Theory of computing, 1988, S. 11–19.
  - Tal Rabin, Michael Ben-Or für Verifiable Secret Sharing and Multiparty Protocols with Honest Majority. Proceedings of the 21st ACM Symposium on Theory of Computing (STOC), 1989, S. 73–85.
- 2024 Nicola Santoro, Peter Widmayer für Time is Not a Healer. Proceedings of the 6th Annual Symposium on Theoretical Aspects of Computer Science, 1989, S. 304–313.
- 2025 Moni Naor, Larry Stockmeyer für What Can Be Computed Locally? SIAM Journal on Computing, 1995, S. 1259–1277[1]